# Rehbühl (Weiden in der Oberpfalz)
Der Rehbühl ist mit 6.625 Einwohnern (Stand 31. Dezember 2023) der einwohnerreichste Stadtteil von Weiden in der Oberpfalz. Er erstreckt sich im Nordwesten der Stadt auf 1,53 Quadratkilometern.

## Lage

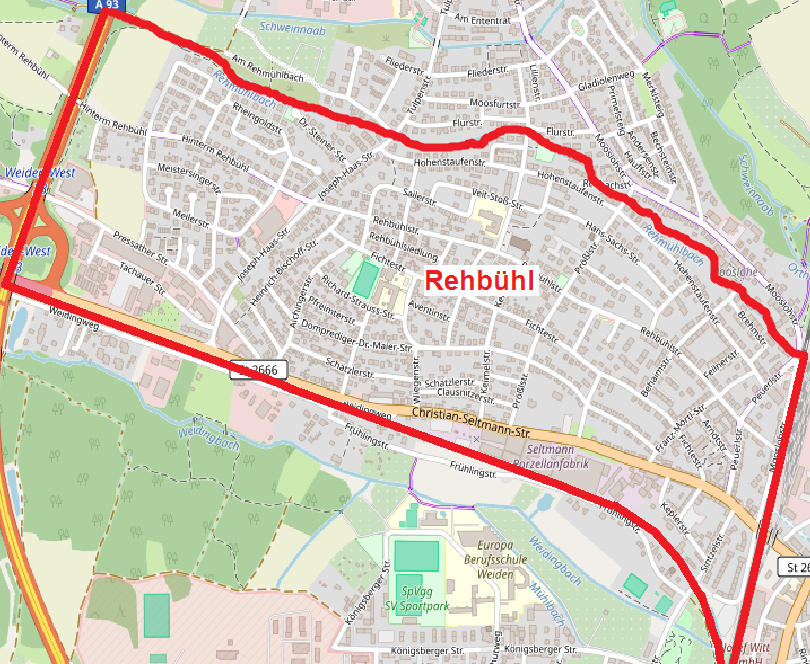
Lage (OSM)

Der Stadtteil erstreckt sich im Nordwesten der Stadt Weiden in der Oberpfalz. Er wird im Osten durch die Bahnstrecke Weiden-Oberkotzau abgegrenzt. Im Süden ist es die Bahnstrecke Weiden-Bayreuth. Im Westen dient mit der A93 eine Autobahn als Grenze. Bei der nördlichen Grenze handelt es sich mit dem Rehmühlbach um eine natürliche Grenze. Es grenzen 5 Stadtteile an den Stadtteil. Diese sind im Uhrzeigersinn die Stadtteile Mooslohe, Scheibe, Altstadt, Stockerhut und Weiden-West. Der tiefste Punkt des Stadtteils liegt auf einer Höhe von 397 Metern zwischen den Bahnstrecken. Den höchsten Punkt liegt auf einer Höhe von 419 Metern bei der Straße Hinterm Rehbühl. Dadurch kommt es zu einigen mäßigen Steigungen.

## Infrastruktur

### Gebäude
Das markanteste Gebäude ist die Elisabethkirche in der Rehbühlstraße. Weil durch den wachsenden Stadtteil 1950 immer mehr Gläubige auf den Rehbühl zogen und die Pfarrei Sankt Josef mit 17.500 Gläubigen sehr groß war, kam der Wunsch auf, eine neue Pfarrei zu gründen. Baubeginn war im Januar 1953. Bereits am 16. Oktober 1954 wurde die Kirche geweiht und ihrem Dienst übergeben. Eine Sanierung der Kirche wird nun von vielen für notwendig gehalten.

### Gewerbe und Industrie

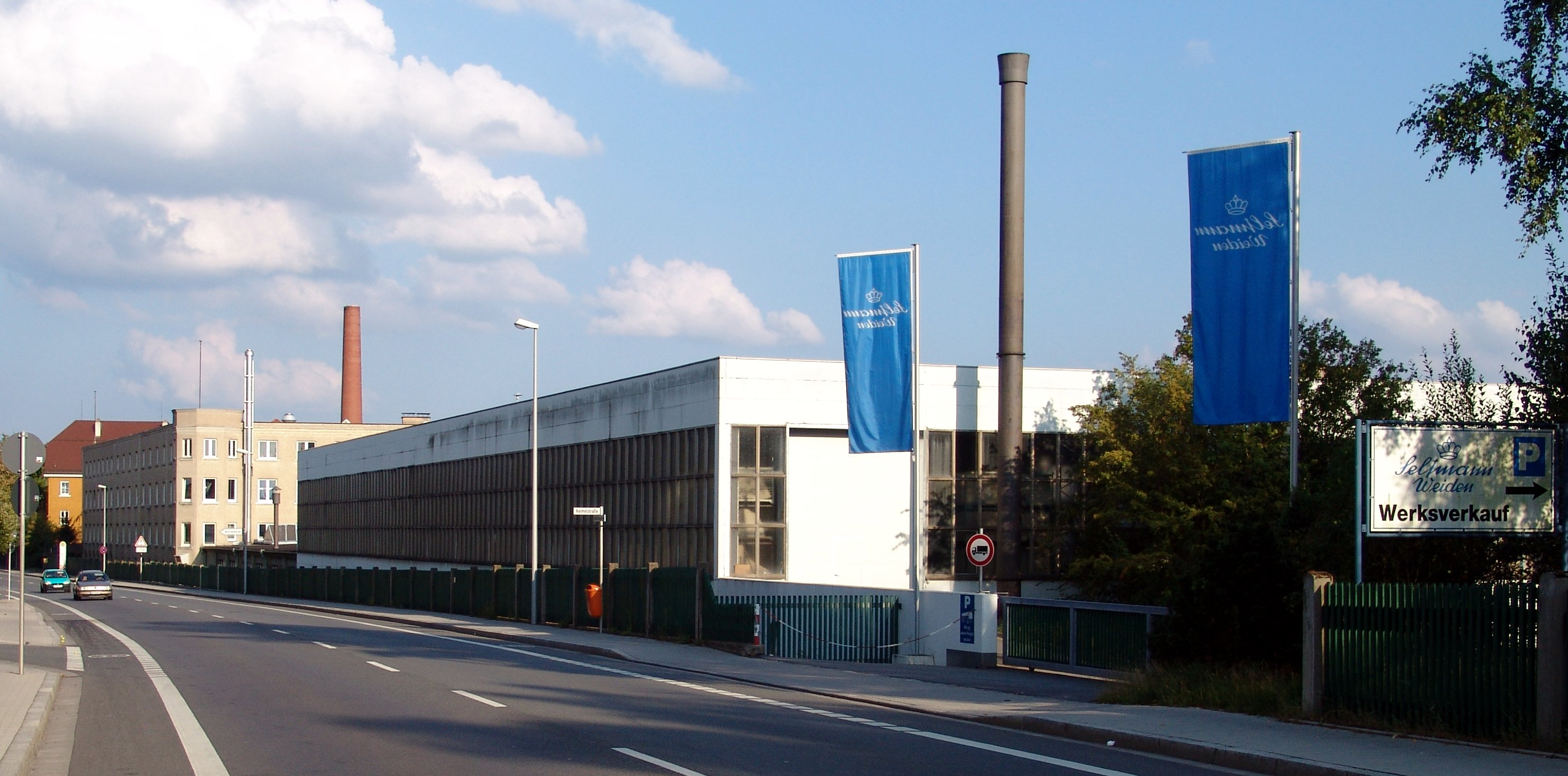
Werk in der Christian-Seltmann-Straße

Im Stadtteil befindet sich kein großes Industriegebiet. Jedoch liegt an der Bahnstrecke Weiden-Bayreuth die Porzellanfabrik Seltmann Weiden. Diese wurde 1910 gegründet. Derzeit sind bei der Firma 700 Mitarbeiter beschäftigt.
Nahe der Autobahn befindet sich das etwa 7 Hektar große Gewerbegebiet West. In diesem existieren verschiedene Geschäfte.

### Verkehr

#### Straßenverkehr
Durch den Stadtteil Rehbühl verlaufen einige Straßen, welche bis auf die A 93 nur maximal regionale Bedeutung aufweisen. Die Bundesautobahn 93 verläuft im Westen des Rehbühls. Mit der Anschlussstelle Weiden-West hat er eine Anbindung. An dieser Ausfahrt endet die Bundesstraße 470. Sie verläuft somit nur bis zum Rand des Stadtteils. Jedoch wird sie in ähnlicher Form als Staatsstraße 2666 weiter durch den Süden des Stadtteils ins Zentrum von Weiden geführt. Daneben existieren zwei Straßen, die nach Parkstein führen. Beide treffen sich im Stadtteil Mooslohe. Sie verlaufen im Osten beziehungsweise im Westen des Rehbühls.

#### ÖPNV
Der nächstgelegene Bahnhof war der einzige in der Stadt Weiden. Der Bahnhof Weiden (Oberpfalz) ist etwa 2 Kilometer vom Mittelpunkt des Stadtteils entfernt.
Der Rehbühl ist durch 3 Linien des Stadtbus Weiden in der Oberpfalz erschlossen. Im Schwachverkehr wird er nur noch von 2 Linien bedient. Es werden insgesamt 13 Haltestellen angesteuert.